# Boinville-en-Mantois
Boinville-en-Mantois ist eine französische Gemeinde mit 287 Einwohnern (Stand: 1. Januar 2022) im Département Yvelines in der Region Île-de-France. Sie gehört zum Arrondissement Mantes-la-Jolie und zum Kanton Bonnières-sur-Seine (bis 2015: Kanton Guerville). Die Einwohner werden Boinvillois genannt.

## Geographie
Boinville-en-Mantois befindet sich etwa 46 Kilometer ostnordöstlich von Paris. Umgeben wird Boinville-en-Mantois von den Nachbargemeinden Auffreville-Brasseuil im Norden und Nordwesten, Mantes-la-Ville im Norden, Guerville im Osten, Arnouville-lès-Mantes im Süden, Villette im Südwesten sowie Vert im Westen.

## Bevölkerungsentwicklung
| Jahr                      | 1962 | 1968 | 1975 | 1982 | 1990 | 1999 | 2006 | 2013 |
| Einwohner                 | 172  | 175  | 229  | 262  | 259  | 296  | 290  | 325  |
| Quelle: Cassini und INSEE |      |      |      |      |      |      |      |      |

## Sehenswürdigkeiten
Siehe auch: Liste der Monuments historiques in Boinville-en-Mantois
- Kirche Saint-Martin, ursprünglich aus dem 11. Jahrhundert, wieder errichtet im 15. Jahrhundert

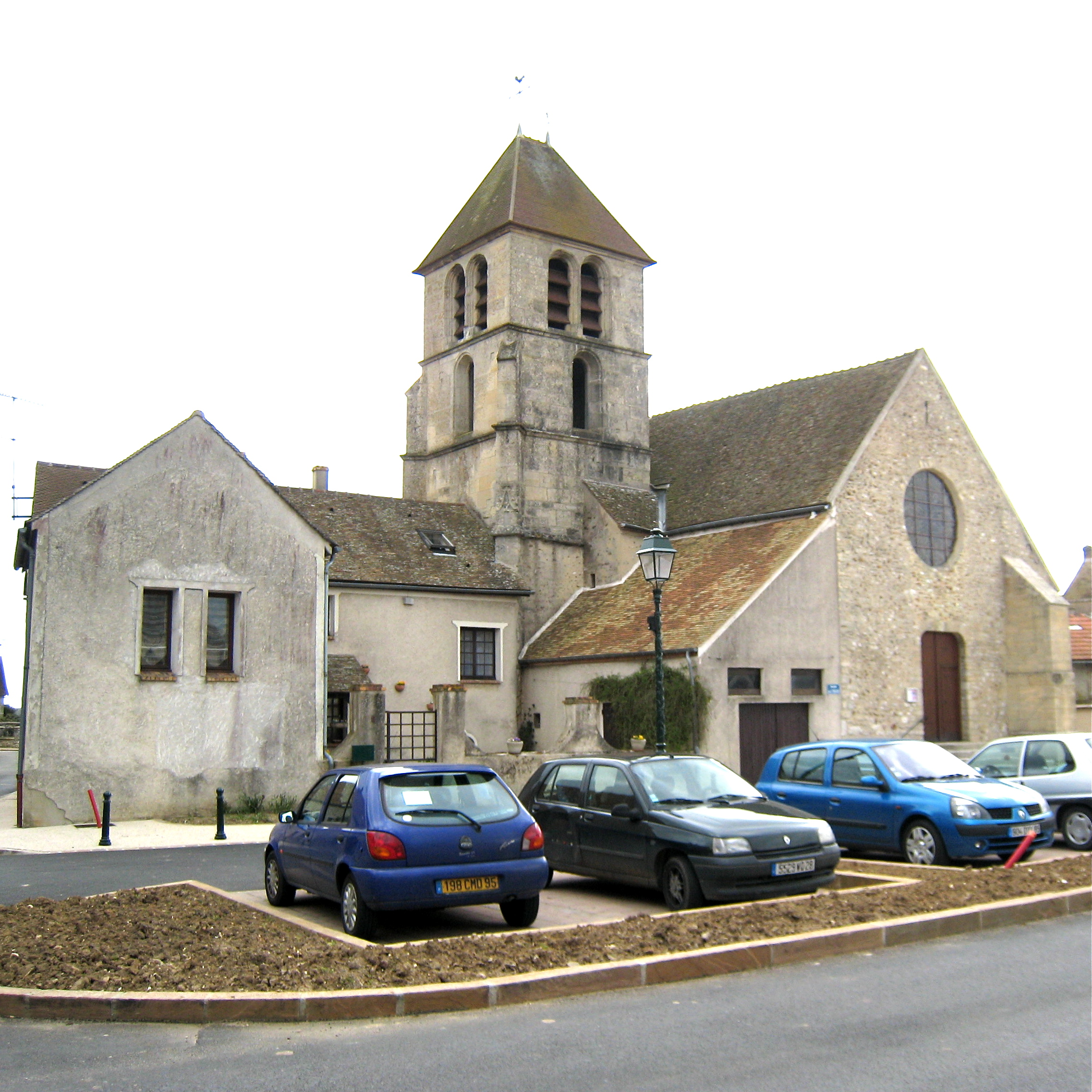
Kirche Saint-Martin